# Trollpikken
Trollpikken er en fallosformet klippedannelse, placeret mellem Kjervall og Veshovda i Eigersund kommune, sydvest i Norge. Formationen er let at finde for turister, og den lokale turistindustri havde i begyndelsen af 2017 forhåbninger om at den kunne blive lige så populær som den mere berømte Trolltunga.

## Vandalisering og restaurering
Om morgenen den 24. juni 2017 blev det rapporteret, at Trollpikken var blevet ødelagt af vandalisering i løbet af natten. "Afskæringen" fik stor opmærksomhed i både nationale og internationale medier. Politiet indledte en undersøgelse af sagen, og den 28. juli blev det kendt, at mindst en person mistænkes for vandalismen.
En indsamling af penge for at genoprette klippedannelsen startede. Et par uger efter blev målet om 200.000 norske kroner til genopbygning nået. Restaureringen af "Dalanes stolthed" blev indledt den 6. juli 2017 med hjælp fra en lokal entreprenør. Fire meter lange jernstænger blev indført i formationen, så den kunne opretholdes i sin oprindelige position.